# Carlos Da Cruz (Radsportler)

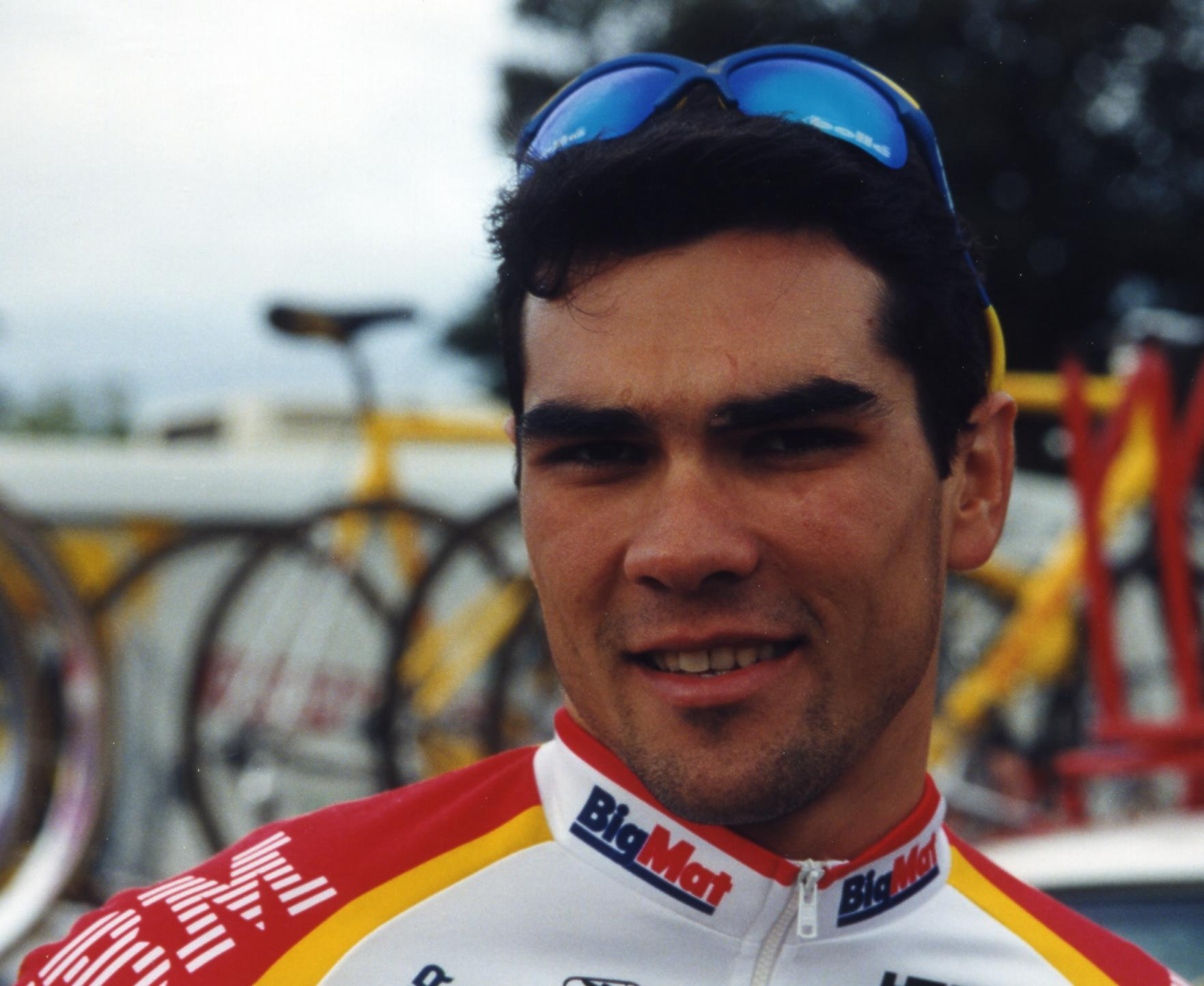
Carlos Da Cruz (1998)

Carlos Da Cruz (* 20. Dezember 1974 in Paris) ist ein ehemaliger französischer Radrennfahrer.
Seine Radsportlaufbahn begann Carlis Da Cruz auf der Bahn. 1995 wurde er französischer Meister in der Mannschaftsverfolgung, 1997 Dritter in dieser Disziplin bei den Bahn-Weltmeisterschaften in  Perth, gemeinsam mit Jérôme Neuville, Philippe Ermenault und Franck Perque. Im selben Jahr wechselte er zu den Profi bei Radsportteam Big Mat und startete fortan hauptsächlich bei Straßenradrennen. In vier Jahren bei Big Mat konnte er nur einen einzigen Etappensieg feiern. Nach einem anschließenden Jahr bei Festina fuhr er ab 2002 bei fdjeux.com. 2003 war sein stärkstes Jahr. Er gewann eine Etappe und das Gesamtklassement beim Circuit Cycliste Sarthe. 2007 beendete er seine Radsportlaufbahn; seitdem ist er unter anderem bei der Organisation der Tour de France engagiert.

## Erfolge
- 2003 Circuit Cycliste Sarthe